# 724547 Süßenberger
724547 Süßenberger è un asteroide della fascia principale interna. Scoperto nel 2008, presenta un'orbita caratterizzata da un semiasse maggiore pari a 2,350969 UA e da un'eccentricità di 0,174119, inclinata di 6,138240° rispetto all'eclittica.
È dedicato a Uwe Süßenberger, astronomo amatoriale tedesco, scopritore di numerosi asteroidi.